# Gălănești
Gălănești è un comune della Romania di 2 692 abitanti, ubicato nel distretto di Suceava, nella regione storica della Bucovina.
Il comune è formato dall'unione di 2 villaggi: Gălănești e Hurjuieni.
Nel 2004 si è staccato da Gălănești il villaggio di Voitinel, andato a formare un comune autonomo.